# Каустик (гандбольный клуб)
«Ка́устик» — российский гандбольный клуб из Волгограда. Чётырёхкратный чемпион России (1996, 1997, 1998, 1999), ещё по четыре раза становился серебряным (1994, 1995, 2000, 1999) и бронзовым призёром (2007, 2008, 2010, 2011). После вылета из Суперлиги в сезоне–2020/21 выиграл Высшую лигу в сезоне–2022/23.

## История

Эмблема до 2013 года

Мужской гандбольный клуб «Каустик» основан в 1976 году по инициативе Леонида Алексеевича Коросташевича, который с этого времени и до марта 2001 года занимал пост главного тренера команды. В том году выпускники спортивной школы выиграли переходный турнир в класс «А» первенства РСФСР. Молодому спортивному коллективу под руководством Коросташевича неоценимую помощь оказало крупное производственное объединение «Каустик»: взяв имя этого завода, команда смогла продолжить выступления в последующих турнирах и не меняла с этого момента название. Большую помощь в развитии команды оказывал не только завод, но и партийные органы.
Ведущими игроками того времени в команде были: Александр Белим, Геннадий Сороколетов, Александр Таранов. Помогали им, более старшие по возрасту — Валерий Петров, Юрий Лымарев, Валентин Сидоричев, Владимир Вихров.
Через три года, в 1979 году, «Каустик» занял первое место среди российских команд класса «А» и попал на отборочный Всесоюзный турнир в Севастополе. Попытка пробиться в группу более «сильных», тогда успехом не увенчалась. Зато в следующем сезоне команда не упустила своего шанса. Кроме уже названых выше ребят большой вклад в победу внесли Павел Васильев, Анатолий Ягодкин, Сергей Топилин, Александр Сугако. В первой лиге наша команда провела 6 сезонов:
- Сезон 1981-82 — IV место
- Сезон 1984-85 — IV—VI место
- Сезон 1982-83 — XII место
- Сезон 1985-86 — XI место
- Сезон 1983-84 — VI место
- Сезон 1986-87 — I место

Выступление «Каустика» не отличалось стабильностью, и тому были объективные причины. Гандболисты не имели нормальных условий для совершенствования спортивного мастерства. Тем не менее, боеспособная смена готовилась регулярно. Команду покидали ветераны, а им на смену приходили молодые, перспективные игроки: мощные полусредние Львов и Васильев, линейный Дудкин, надежный вратарь Тихонов.
В 1987 году, в упорной борьбе с опытной командой «Кунцево» Москва, «Каустик» вышел в высшую лигу чемпионата СССР. Но первый сезон в классе «сильнейших» для нашей команды не был удачным. Волгоградцы попали в переходный турнир и, неудачно выступив там, вновь оказались в первой лиге.
Блестяще проведя следующий сезон, «Каустик» вновь вышел в высшую лигу страны и сразу занял 9-е место, а в 1990 году — 10-е. С каждым годом, проведенном в российской гандбольной элите, авторитет волгоградского клуба рос. Постепенно «КАУСТИК» вышел на лидирующие позиции, которые не сдает и до сегодняшнего дня. В сезоне 1991-92 г.г. в команду пришли одаренные ребята 1972-74 г.г. рождения. С их помощью команда четырежды становилась чемпионом России (1996,1997 , 1998, 1999), трижды была серебряным призером (1994, 1995, 2000), бронзовым призером 2007 г., в 1996 году стала четвертьфиналистом Кубка обладателей кубков, а в 1999 году четвертьфиналистом Лиги Чемпионов Европы.
Не раз воспитанники «Каустика» призывались в ряды сборных СССР и России, выигрывая в её составе престижные турниры, такие как Олимпийские игры, чемпионаты мира и Европы.

## Игроки
В Каустике воспитаны олимпийские чемпионы Олег Гребнев и Игорь Васильев (1992), Сергей Погорелов (2000); чемпионы мира Игорь Васильев (1993), Олег Гребнев (1997), Олег Кулешов, Сергей Погорелов (1997); чемпионы Европы И. Левшин, О. Кулешов, О. Гребнев, П. Гуськов, С. Погорелов (1996); чемпионы мира среди молодежи 1995 г. И. Мартыненко, Д. Бочарников, О. Кулешов, С. Погорелов, И. Левшин, М. Гайно; чемпионы мира среди молодежи 2001 г. А. Буракин, Р. Горбунов, А. Филиппов; чемпионы Европы среди молодежи 2001 г. Д. Ерохин, И. Пронин, А. Фролов, А. Мисенков, Н. Сорокин. В команде подготовлено 3 заслуженных мастера спорта, 18 мастеров спорта международного класса, 67 мастеров спорта СССР, России.
На данный момент[когда?] около 20 воспитанников клуба выступают в зарубежных клубах. Некоторые из них добивались заграницей серьезных успехов: Олег Львов («Адемар» Леон, Испания) — несколько раз становился лучшим снайпером испанского чемпионата; Олег Кулешов («Магдебург», Германия) — в 2001 году стал чемпионом Германии и обладателем европейского Кубка ЕГФ, обладатель Кубка чемпионов-2002 года, в 2007 году в составе «Магдебурга» стал обладателем европейского Кубка ЕГФ; Игорь Левшин в 2000 году в составе клуба «Пивоварна Лашко» стал чемпионом Словении; Олег Гребнев в составе испанского «Сьюдад-Реал» становился финалистом европейского Кубка городов, обладателем Кубка кубков-2002 года; Сергей Погорелов в составе «Сьюдад-Реал» становился обладателем Кубка кубков 2002 года, был признанным лучшим игроком Европы 1998 года.

## Достижения
Чемпионаты страны
- Чемпион России: 1995/96, 1996/97, 1997/98, 1998/99
- Серебряный призер чемпионата России: 1993/94, 1994/95, 1999/2000, 2008/09
- Бронзовый призер чемпионата России: 2006/07, 2007/08, 2009/10, 2010/11
- Победитель Высшей лиги: 2022/23

Европейские кубки
- Четвертьфиналист Лиги чемпионов Европы: 1998/99
- Четвертьфиналист Кубка обладателей Кубков: 1995/96

## Тренеры
- / Леонид Коросташевич (1976—2001)[1]
- Александр Алексеев (2001—...)[2]
- Дмитрий Бочарников (2012—2019)[2]
- Дмитрий Бочарников (2023—н.в.)[2]

## Состав команды
Сезон 2014/2015
| Игровой номер | Имя                 | Амплуа             | Звание        | Год рождения | Рост, см |
| ------------- | ------------------- | ------------------ | ------------- | ------------ | -------- |
| 86            | Андрей Дьяченко     | вратарь            | МС            | 1986         | 195      |
| 66            | Евгений Лысаков     | вратарь            | МС            | 1988         | 191      |
| 26            | Александр Лысенко   | вратарь            |               | 1996         | 199      |
| 7             | Никита Гугняев      | левый крайний      | МС            | 1989         | 182      |
| 27            | Сергей Косенков     | левый крайний      | МС            | 1984         | 186      |
| 34            | Виталий Комогоров   | левый полусредний  | КМС           | 1991         | 196      |
| 8             | Иван Федиско        | левый полусредний  | МС            | 1986         | 202      |
| 93            | Роман Макришин      | левый полусредний  |               | 1993         | 198      |
| 35            | Владимир Ахремочкин | линейный           | МС            | 1985         | 195      |
| 3             | Дмитрий Ерохин      | линейный           | МС            | 1983         | 207      |
| 88            | Илья Исаков         | линейный           | МС            | 1988         | 204      |
| 6             | Алексей Косогов     | разыгрывающий      | МС            | 1982         | 198      |
| 92            | Дмитрий Шелестюков  | разыгрывающий      | МС            | 1991         | 185      |
| 94            | Сергей Тафинцев     | разыгрывающий      |               | 1994         |          |
| 77            | Андрей Мазаев       | правый полусредний | Первый разряд | 1988         | 203      |
| 75            | Виктор Бабкин       | правый полусредний | КМС           | 1992         | 194      |
| 4             | Александр Котов     | правый полусредний | КМС           | 1994         |          |
| 50            | Данил Чухрий        | правый крайний     |               | 1995         | 180      |
| 91            | Александр Денисов   | правый крайний     |               | 1991         | 185      |